# Invisible
Invisible er en dansk eksperimentalfilm fra 2004 med instruktion og manuskript af Kassandra Wellendorf. Filmen er anden del af trilogien Mismeetings, der også omfatter Close fra 2002 og Outside fra 2005.

## Handling
Filmen iagttager ventende mennesker ved et busstoppested.